# Mac Miller
Mac Miller (n. 19 ianuarie 1992, Pittsburgh, Pennsylvania, SUA – d. 7 septembrie 2018, Los Angeles, California, SUA; născut Malcolm James McCormick) a fost un rapper, cântăreț, textier, și producător muzical american.

## Discografie
Albume de studio
- Blue Slide Park (2011)
- Watching Movies with the Sound Off (2013)
- GO:OD AM (2015)
- The Divine Feminine (2016)
- Swimming (2018)
- Circles (2020)

## Filmografie
| An         | Titlu                               | Rol       | Mențiuni                                | Ref.        |
| ---------- | ----------------------------------- | --------- | --------------------------------------- | ----------- |
| 2011       | Single Ladies                       | El însuși | 2 episoade                              | [ 3 ]       |
| 2012       | Punk'd                              | El însuși | Episod: "Mac Miller"                    | [ 4 ]       |
| 2013, 2015 | Ridiculousness                      | El însuși | 2 episoade                              | [ 5 ] [ 6 ] |
| 2013–2014  | Mac Miller and the Most Dope Family | El însuși |                                         | [ 7 ]       |
| 2013       | Scary Movie 5                       | D'Andre   | Film                                    | [ 8 ]       |
| 2014       | Loiter Squad                        | Dave      | Episod: "Stone Cold Stunner"            | [ 9 ]       |
| 2015       | Hi, How Are You Daniel Johnston?    | None      | Film scurt; producător executiv         | [ 10 ]      |
| 2019       | Shangri-La                          | El însuși | Episod: "Wrestling"; lansat post-mortem | [ 11 ]      |